# Beta (Programmiersprache)
BETA ist eine reine objektorientierte Programmiersprache, die – wie Simula – in Skandinavien entwickelt wurde. Technisch gesehen bietet BETA einige besondere Eigenschaften; so werden Klassen und Prozeduren als ein gemeinsames Konzept, das „Pattern“, betrachtet. Klassen werden als Eigenschaften bzw. als Attribute von Objekten definiert. Eine Klasse kann daher nicht ohne den Kontext eines expliziten Objektes erstellt werden. BETA unterstützt daher auch verschachtelte Klassen.
Klassen können virtuell definiert werden (ähnlich wie virtuelle Methoden in anderen Programmiersprachen). Virtuelle Entitäten können nicht überschrieben werden, stattdessen werden sie redefiniert oder spezialisiert.
BETA verwendet die sogenannten „Strong Types“, ein Großteil der Typ-Konsistenzprüfungen findet beim Kompilieren statt. Da eine vollständige Typ-Konsistenzprüfung beim Kompilieren die Programmiersprache zu sehr einschränken würde, wurde bei BETA eine Balance zwischen Flexibilität und Code-Stabilität erreicht.
Die BETA-Programmiersprache wurde in Informatik-Studiengängen noch Ende der 1990er Jahre an vielen Universitäten eingesetzt.
Seit 2005 gibt es auch die Möglichkeit, BETA im .Net-Framework- oder im JDK-Umfeld einzusetzen. Entsprechend sind diese beiden Varianten auch als BETA.NET bzw. BETA.Java definiert worden.
Auf der alle 15 Jahre von der ACM abgehaltenen History of Programming Languages conference (HOPL) wurde BETA auf der HOPL III durch den Beitrag The when, why and why not of the BETA programming language vertreten.
Das Werkzeug BON/Kogge unterstützt die objektorientierte Analyse und das Design mit der Methode BON. Aus dem Design-Modell werden dann auf Knopfdruck die Code-Rahmen in der objektorientierten Programmiersprache Beta generiert. Eine Rückgenerierung ist ausgeschlossen. Das Werkzeug kann mit Rational Rose oder Together verglichen werden, allerdings nicht kommerziell und auch nicht so umfangreich. BON ist eine Notationsmethode wie UML, dabei entstand BON deutlich früher und war unter anderem eine Inspiration für das Design von UML.

## Beispielprogramm in BETA
```
ORIGIN '~beta/basiclib/betaenv';
(* The classical "Hello, World" program in BETA *)
--PROGRAM: descriptor--
(#
do 'Hello, World!' -> Screen.PutLine;
#)

```

### Erläuterungen
Das Besondere ist der „Zuweisungspfeil“, denn der Text 'Hello, World!' wird dem Pattern Screen.PutLine zugewiesen.